# Тэрада, Мидори
Мидори Тэрада (яп. 寺田 翠 Тэрада Мидори, род. 24 июня 1992, Тоёнака, Осака, Япония) — артистка балета. Солистка Новосибирского театра оперы и балета. Обладательница I премии Международного конкурса артистов балета в Сочи в 2010 году.

## Биография
Мидори Тэрада родилась в городе Тоёнака в Японии. В возрасте 3 лет начала заниматься балетом в Tanaka ballet art. Мидори Тэрада в 2007 году поступила в Московскую государственную академию хореографии. В 2010 году принимала участие в Международном конкурсе артистов балета в Сочи и завоевала I премию.
В 2011 году стала выпускницей Московской государственной академии хореографии, ее педагогом была Ирина Прокофьева.
В 2011—2013 годах была солисткой Одесского Национального академического театра оперы и балета. В 2014 году стала солисткой Татарского академического государственного театра оперы и балета им. М. Джалиля, в 2018 году — Новосибирского театра оперы и балета.
Мидори Тэдара заняла I место на III Международном конкурсе Юрия Григоровича «Молодой балет мира». Лауреат II премии Международного конкурса артистов балета имени Екатерины Максимовой «Арабеск-2012» в Перми. Мидори Тэдара была награждена премией имени Галины Улановой за одухотворенность танца. Обладательница специального приза Екатерины Максимовой и Владимира Васильева. Эту премию она получила в дуэте с Коя Окава. Исполняла партии в таких балетах, как «Корсак», «Баядерка», «Dona nobis pacem», танцевала партию Клавдии в «Спартаке», принцессу Флорину в «Спящей красавице», Диану в «Эсмеральде», Лизу в «Тщетной предосторожности», Девушку в «DONA NOBIS PACEM», Ману в «Баядерке», Маленьких лебедей в «Лебедином озере», Шехеразаду в «Тысяча и одной ночи», Машу в «Щелкунчике», Сююмбике в «Шурале», па-де-де I акта в балете «Жизель».
В 2013 году участвовала в гала-концерте «Звезды Мирового Балета в Перми».
В 2016 году Мидори Тэрада приняла участие с Коей Окава в шоу телеканала «Культура» под названием «Большой балет. Новый сезон». В этом же году стала Лауреатом I премии Красноярского Международного конкурса балета «Гран-При Сибири» (Красноярск, 2016). В 2017 году стала обладательницей III премии и Бронзовой медали XIII Международного конкурса артистов балета и хореографов в Москве.
С 5 августа 2020 года замужем за танцовщиком Коей Окавой. В декабре 2022 года у пары родилась дочь.